# Jardim zoológico de Hamilton
O Jardim zoológico de Hamilton é o principal jardim zoológico da cidade de Hamilton, Nova Zelândia. Fica na estrada de Brymer no súbúrbio de Rotokauri, em Hamilton. Pertence à Câmara Municipal de Hamilton.
O zoo foi o primeiro zoo da Nova Zelândia a ser acreditado pela Associação Regional Australasiana de Jardins Zoológicos e Aquários.